# هالبری، استرالیای جنوبی
هالبری (به انگلیسی: Halbury) یک شهرک در استرالیا است که در استرالیای جنوبی واقع شده‌است.